# مجموعات أوروبية
كانت المجموعات الأوروبية، التي يشار إليها أحيانًا باسم الجماعات الأوروبية، عبارة عن ثلاث منظمات دولية كانت تحكمها نفس مجموعة المؤسسات . هذه المؤسسات هي الجماعة الأوروبية للفحم والصلب (ECSC)، ومجموعة الطاقة الذرية الأوروبية (EAEC أو Euratom)، والجماعة الاقتصادية الأوروبية (EEC)؛ وآخرها أعيدت تسميته الجماعة الأوروبية ( EC ) في عام 1993 من قبل معاهدة ماستريختالتي التي شكلت الاتحاد الأوروبي.
عندما تم دمج المجتمعات في الاتحاد الأوروبي في عام 1993، أصبحت ركيزتها الأولى. توقفت الجماعة الأوروبية للفحم والصلب عن الوجود في عام 2002 عندما انتهت معاهدة تأسيسها. تم حل الجماعة الأوروبية في الاتحاد الأوروبي بموجب معاهدة لشبونة في عام 2009. بقيت Euratom كيانًا متميزًا عن الاتحاد الأوروبي، لكنها تخضع لنفس المؤسسات .